# Spojil
Spojil är en ort i Tjeckien.   Den ligger i regionen Pardubice, i den centrala delen av landet, 100 km öster om huvudstaden Prag. Spojil ligger 224 meter över havet och antalet invånare är 280.
Terrängen runt Spojil är platt.Runt Spojil är det ganska tätbefolkat, med 166 invånare per kvadratkilometer. Närmaste större samhälle är Pardubice, 3,2 km väster om Spojil. Trakten runt Spojil består till största delen av jordbruksmark.